# Дулиттл, Расселл
Расселл Дулиттл (Russell F. Doolittle; 10 января 1931, Нью-Хейвен — 11 октября 2019, Ла-Холья, Калифорния) — американский биохимик, специалист по структуре и эволюции белков.
Доктор, эмерит-профессор Калифорнийского университета в Сан-Диего, член НАН США (1984) и Американского философского общества (1992). Лауреат Paul Ehrlich and Ludwig Darmstaedter Prize (1989) и премии Джона Карти (2006). Пионер в области молекулярной эволюции.
С 1948 по 1952 год учился в Уэслианском университете; служил в армии США. Степень магистра образования получил в Тринити-колледже в Хартфорде в 1957 году. В том же году поступил в аспирантуру Гарвардской медицинской школы, занимался в лаборатории John Lawrence Oncley. После окончания университета в 1961 году, в течение года преподавал в Амхерст-колледже. Затем с 1962 года на протяжении двух лет постдок в лаборатории Birger Blombäck. В 1964 году присоединился к лаборатории Seymour Jonathan Singer в Калифорнийском университете в Сан-Диего. С 1965 года ассистент-профессор; заведовал кафедрой, эмерит-профессор Калифорнийского университета в Сан-Диего. Член Американской академии искусств и наук.
Получатель стипендии Гуггенхайма (1984). Удостоился National Institutes of Health Career Development Award.
В 1955 году женился; остались двое сыновей и четверо внуков.